# Han Sun-il
Han Sun-il (* 18. Januar 1985) ist ein nordkoreanischer Fußballspieler.

## Karriere
Han nahm als Spieler des Pyongyang Sports Club mit der nordkoreanischen Nationalmannschaft im August 2005 an der Ostasienmeisterschaft teil und kam beim Erreichen des dritten Platzes zu einem Einsatz. Zwei Wochen später spielte er im Rahmen der WM-Qualifikation 2006 gegen Bahrain eine weitere Partie für die Nationalelf. 